# أنطون باكلباشا
أنطون كوستاكي باكلباشا (بالرومانية: Anton Bacalbașa)‏، يُشتهر باسم طوني أو طوني باكلباشا وبأسمائه القلمية ريغولو ووندركايند وإنوت وجوس ووس وزيغ وغيرها (21 فبراير عام 1865 – 1 أكتوبر عام 1899)، هو صحفي سياسي روماني وساخر وسياسي، يُشتهر بسلسلته المناهضة للنزعة العسكرية «غمد الرجل المسن». دخل مع أخوته لوان وكونستنتين إلى حياة العامة بكونه متشددًا جمهوريًا واشتراكيًا. ولفترة من الزمن، تداخلت حياته المهنية مع حياة العميد الماركسي كونستنتين دوبروجيانو غيريا الذي ألهمه فكرة الفن الاشتراكي الموجه للجماهير. وكان هو نفسه مروجًا للأفكار الماركسية وواحدًا من أوائل المفكرين الماركسيين في التاريخ السياسي الروماني.
بعد عام 1893، كان باكلباشا مركز السياسة الماركسية بكونه رئيسًا لحزب العمال الديموقراطي الاجتماعي الروماني. وبينما كان طوني ناشطًا في الحركة الاشتراكية ومساهمًا هامًا في الكوميديا الرومانية، انضم إلى صديقه المقرب أيون لوكا كاراجياله في تحرير المجلة الساخرة «موفتول رومان». ساعد كونستنتين ميل في تحول صحيفة «أديفورول» اليومية إلى منبر اشتراكي وعمل رئيس تحرير لها وأشرف على الملحق الأدبي قصير العمر «أديفورول ليترار».شكل اختياره للمواضيع وقسوته المصورة موضوع جدالاتٍ عديدة، وفي عام 1894، دافع عن مبنى مكتب «أديفورول» من شغب الطلاب المناهضين للاشتراكية. وخلال السنوات التالية، اتجه بعيدًا عن «أديفورول» والحزب الاشتراكي الديموقراطي الروماني، ونقل ولاءه إلى النادي السياسي المشكل حول نيكولاي فليفا. فارق باكلباشا الحياة في سن الرابعة والثلاثين بعد أن عمل في مجلس نواب رومانيا بكونه ممثلًا لحزب المحافظين. وعلى الرغم من هذا التغير السياسي، لكنه يشكَر بشكل رئيس على أولى مساهماته في الأدب الروماني الذي يعكس في الغالب نقده للاتجاه السياسي السائد في فترة مملكة رومانيا. لقد خلق الصورة النمطية عن الضابط العنيف القاسي وغير الكفؤ، وجذب الانتباه العام نحو التنكيل بالمجندين الشباب.

## سيرته

### النشأة
يُعتبر باكلباشا من المواطنين الأصليين في برايلا حيث خدم والده بصفته قائد شرطة. تعود أصول العائلة إلى مقاطعة غورج، غيّرت هذه العائلة اسمها من تيليسكو إلى باكلباشا، التي تعني حرفيًا «رئيس البقالة»، عندما أصبح أحدهم قائدًا لنقابة في غالاس. كان لكوستاش مسيرة مهنية عسكرية في الفيالق التي تنعم بالحكم الذاتي من عام 1834 حتى عام 1841 ومن ثم استقر في برايلا مع زوجته أنيتا؛ كان لديهم ثلاثة عشر طفلًا لكن سبعة منهم فارقوا الحياة قبل بلوغهم سن النضج. ووفقًا للمؤرخ الأدبي جورج كالينيسكو، كان التاريخ الدقيق لميلاد أنطون غير معروف، لكن بالاعتماد على أحد قصائده فقد يكون في الحادي والعشرين من فبراير عام 1865. يُشير المؤلفون إلى أن طوني قد كان شخصًا عاطفيًا منفتحًا لكن تكوينه كان ضعيفًا على العموم. وُلد قبل الوقت الطبيعي للولادة وكان معروفًا عنه إصابته بالصرع. وفي واحدة من قصائده الأخيرة، يصف باكلباشا نفسه بأنه غير جذاب ووقح وبأنه يمتلك «وجهًا كالشمع وأعين ميتة النظر» بالإضافة لكونه تشاؤميًا.
عانى في طفولته من صعوبات إكمال تعليمه. ارتاد المدرسة حتى سن الثامنة فقط وعندما أصبح في السابعة عشر تطوع للخدمة في القوات الرومانية البرية حيث أصبح رقيبًا. احتفظ بسجل حلو ومر عن خدمته العسكرية وعكس ذلك الأمر في كل من «غمد الرجل المسن» وبعض مذكراته عن حياة العسكرية. ووفقًا لوصفه الخاص، فقد أهانه ضابط كبير بسبب عدم إبلاغه بانتحار أحد المجندين؛ وانتقم لنفسه بلكم قائده الأعلى رتبة أمام الجميع. واجه باكلباش المحكمة العرفية لكن بما أن المجندين قد رفضوا الإبلاغ عنه فخُفضت رتبته فحسب. وبعد تركه للقوى البرية، انتقل إلى العاصمة بوخارست حيث بدأ يرتبط مع الأوساط الليبرالية اليسارية والراديكالية والاشتراكية.